# Facultad de Ciencias Exactas, Ingeniería y Agrimensura (UNR)
La Facultad de Ciencias Exactas, Ingeniería y Agrimensura (FCEIA) es parte de la Universidad Nacional de Rosario y actualmente dicta 11 carreras de grado –seis de ingeniería, tres licenciaturas y dos profesorados en ciencias exactas–, cuenta con una variada oferta de carreras y cursos de posgrado y también brinda educación a distancia.
Además, su Laboratorio de Informática ofrece cursos abiertos a la comunidad, con orientación general y específica.
La FCEIA también se relaciona con el medio a través de su extensa red de laboratorios, áreas, centros e institutos, que prestan servicios a empresas y desarrollan investigaciones propias.

## Historia
La Facultad de Ciencias Matemáticas, Físico-Químicas y Naturales Aplicadas a la Industria comenzó a dictar sus cátedras en Rosario el 2 de agosto de 1920 y su primer acto de colación de grados se celebró el 9 de octubre de 1925, cuando recibieron sus diplomas 10 ingenieros civiles y 8 agrimensores.
Esta casa de estudios fue desde su fundación una de las sede rosarinas de la Universidad Nacional del Litoral, que comprendía además a las ciudades de Santa Fe, Corrientes y Paraná.
El gran desarrollo de la Universidad Nacional del Litoral evidenció en poco tiempo la necesidad de crear una Universidad Nacional en Rosario, iniciativa que se concretó en 1968, partiendo de la estructura académica que tenía en la ciudad la Universidad Nacional del Litoral.
Con la creación de la UNR, nació entonces la Facultad de Ciencias, Ingeniería y Arquitectura, uno de los pilares fundamentales en la concreción del sueño de dotar a Rosario de su propia universidad.

### Antecedentes y primeros años
En junio de 1854 Nicasio Oroño se dirige por carta al Capitán General Justo José de Urquiza, por entonces Presidente de la Confederación Argentina, pidiéndole su apoyo para el desarrollo institucional de Rosario, ciudad esta "que marcha rápidamente a hacerse un emporio de riqueza nacional". El desarrollo económico incesante llevó a las construcciones ferroviarias: en 1876 se inauguraba la línea a Córdoba; en 1883, el ferrocarril llamado Oeste Santafesino y en 1891 ya estaban contempladas las líneas de trocha ancha que todavía entran a la ciudad.
En su "Historia de Rosario", Juan Álvarez afirma que desde 1912 el Ingeniero Luis B. Laporte sostenía la necesidad de fundar una Universidad con dos facultades: Medicina e Ingeniería. También Luis V. González y el propio Juan Álvarez hicieron sus propias propuestas para crear una Universidad.
A partir de 1915 comienza a dibujarse en el Congreso nacional una variante de todos estos proyectos, los cuales habían contado desde un principio con el firme apoyo de los rosarinos, que entre otras acciones presentaron una petición de 5000 firmas al presidente Roque Sáenz Peña. La futura universidad no se limitaría a Rosario, sino que abarcaría instituciones ya existentes y otras a fundarse en las ciudades de Santa Fe, Paraná y Corrientes.
El 3 de abril de 1920 un decreto del Poder Ejecutivo designó al Ingeniero Julio S. Gorbea como delegado para organizar en Rosario la Facultad de Ciencias Matemáticas, Fisicoquímicas y Naturales aplicadas a la Industria. Gorbea había sido interventor en la facultad de Ciencias Exactas de la Universidad Nacional de Córdoba en 1918 y en su nuevo puesto deseaba llevar a la práctica las ideas reformistas.
La Facultad se constituyó sobre la base de la Escuela Industrial preexistente, cuyo Plan de Estudio fue por otra parte modificado en profundidad. Cabe recordar que la Escuela Industrial había sido creada el 26 de septiembre de 1906 y que hacia 1920 estaba instalada, en forma provisional, en el edificio de la calle 1° de mayo de 1059. La Escuela pasa entonces a depender de la nueva Facultad, proponiéndose una educación integral para el alumno sobre la estructura de cinco ciclos de estudios:
- Enseñanza Técnica Elemental
- Enseñanza Técnica Secundaria de Especialización
- Enseñanza Técnica Superior (Preparatorio)
- Enseñanza Técnica Superior (Especialización)
- Enseñanza Técnica Superior (Civil)

El ingreso a la Facultad era directo para los graduados de la Escuela Industrial mientras que a los bachilleres de los colegios nacionales se les exigía adicionar en el transcurso del primer año un mínimo de cien horas de trabajos manuales generales. La Facultad otorgaba los títulos de Ingeniero Civil y de Agrimensor.
En el transcurso de una Asamblea que reunió al Delegado y a los profesores ya nombrados se decidió inaugurar la Facultad el 31 de julio. El Ing. Gorbea pronunció un discurso que fijó un mandato aún vigente: "No más profesionales sin saber qué hacer de su ciencia y su diploma, parias y desocupados en su propio suelo, cuando las grandes empresas y las poderosas industrias reclaman el concurso de técnicos extraños al país". Gorbea dedica un largo párrafo de su discurso a la Investigación, destacando lo imperioso de seguir el ejemplo de los países europeos y dedicar subsidios importantes a las investigaciones científicas y de carácter industrial.
Los cursos de asistencia libre se iniciaron el 2 de agosto de 1920 en la Escuela Industrial. También la Escuela Normal de Profesoras N.º 1 facilitó su laboratorio para las clases de química, y la Escuela Nacional de Comercio cedió aulas. Dado que esta separación de los cursos no era beneficiosa para los alumnos se arrendó un edificio en Córdoba 625, donde en la actualidad funciona el Liceo Avellaneda.

### Primeros profesores
El 6 de julio de 1920 el Poder Ejecutivo dio a conocer el Decreto con las designaciones del personal docente.
Para Primer Año fueron nombrados: Ing. José Cardarelli (Trigonometría), Ing. Emilio Lacal (Álgebra), Ing. Arturo Sallvitz (Geometría Descriptiva y Proyectiva), Arq. Victor Dellarole (Dibujo Lineal), Dr. Miguel Vassalli (Química Tecnológica), Prof. Carlos Conquergniot (Idiomas).
Para Segundo Año fueron nombrados: Ing. Civil Simón Rubinstein (Geometría Descriptiva Aplicada y Dibujo Industrial), Ing. Civil Emilio Lacal (Geometría Analítica y Cálculo Infinitesimal), Arq. Juan B. Durand (Arquitectura), Dr. Alfredo Castellanos (Mineralogía, Geología y Botánica), Dr. Bartolomé Daneri (Química Analítica e Industrial Especial).
En enero de 1921 se llamó a concurso para las cátedras del Tercer Año. Se incorporaron al personal docente los siguientes profesores: Ingeniero Industrial Eulogio M. Gache (Tecnología), Ing. Simón Rubistein (Topografía), Arq. Juan B. Durán (Arquitectura), Dr. Juan Carlos Vignaux (Cálculo Infinitesimal), Ing. Juan C. Van Wyk (Estática Gráfica), Ing. Lorenzo Baralis (Física).
Los cursos se reiniciaron el 18 de abril de 1921 con una inscripción de 50 alumnos en primer año, 26 en segundo y 18 en tercero. En algunas materias los profesores eran auxiliados por los Directores de Trabajos Prácticos, entre cuya nómina en 1922 figuran algunos de los ya nombrados como profesores y también el Dr. Alfredo Castellanos, encargado del Museo, y el Ing. Ángel Guido en Arquitectura.
La biblioteca contaba con algo más de medio millar de libros y registró de julio a diciembre de 1922 un total de 814 lectores. El inventario de los muebles y útiles muestra que ese año la Facultad contaba con un buen laboratorio de química, bien provisto de mecheros, probetas y frascos Erlenmeyer y drogas. Estaba también bastante completo el gabinete de Mineralogía, pero el laboratorio de Física era por entonces inexistente. Sólo en 1924 llegaría una partida de 30 000 pesos destinada a los gabinetes de Física y Materiales.

### Primera elección de autoridades
El Ing. Gorbea convocó para el 11 de abril de 1923 a las asambleas electoras de los miembros del nuevo Consejo Directivo. Fue así que los profesores eligieron los 9 consejeros de su claustro y los estudiantes los 3 consejeros que los representarían, fueron estos últimos los profesores Alfredo Castellanos, Ángel Guido e Ismael Bordabehere, en aplicación del Estatuto de la Universidad. Al día siguiente el Consejo eligió a los nuevos Decano, vicedecano y secretario, resultando elegidos el Ing. José Cardarelli, el Ing. Lorenzo Baralis y el Sr. Daniel Pérez respectivamente.

### Primeros graduados
Estas autoridades entregaron sus diplomas el 9 de octubre de 1925 a los Ingenieros Civiles Rodolfo Parfait, Francisco Erausquín, Félix Brindisi, Eduardo D. Mazoni, Juan Spirandelli, valentin grondona, Marcelino Abalerón, Rómulo Bonaudi, Armando Pastorino y Luis A. Chiarello. Se graduaron de Agrimensores Juan Olguin, David A. Siburu, Fernando Lonca, Mario Perfumo, César Torriglia, Modesto G. Pagnaco, Carlos Dieulefait y Fermín Cantero.

### El edificio propio
Hacia fines de 1924 se decidió una cuestión de suma importancia como era la obtención de un edificio propio. El 8 de noviembre de 1921 se había efectuado el acta de toma de posesión plena de los terrenos comprendidos entre las calles Montevideo, Ayacucho, Colón y Avda. Pellegrini, escriturados por la Municipalidad al Gobierno Nacional con fecha 25 de abril de 1915, para construir en ellos el edificio de la Escuela Industrial y Facultad de Ciencias Matemáticas.
En este terreno funcionaban depósitos y talleres del Departamento de Obras Públicas de la Municipalidad cuyo desalojo sólo se consiguió a fines de 1923 por orden del Intendente Dr. Emilio Cardaneli. El 7 de enero de 1924 tomó posesión de la manzana el Servicio de Construcción de Obras de la Zona Centro de la Dirección General de Arquitectura del Ministerio de Obras Públicas habiendo sido votados por Ley del Congreso los fondos destinados a la construcción del edificio. Se planeaba entregar la primera parte de la edificación para el año 1927.
Fotografías tomadas en septiembre de 1924 muestran que la obra ya estaba entonces en marcha. En enero de 1928 estaba terminado el frente de la Escuela Industrial, vale decir completa la ochava sobre Ayacucho, y se comenzaba la ochava sobre Colón. Mientras tanto se completaba parte del interior. En noviembre de 1929 quedaba completado todo el frente sobre Avenida Pellegrini siendo inaugurado por entonces el edificio. La manzana siguió en obras durante la siguiente década, pues recién en 1934 fue terminada la sección Talleres y en 1938 se comenzó la ampliación con un Tercer Piso, el Salón Biblioteca y el Aula Magna.

## Carreras de Grado
- Ingeniería Civil
- Ingeniería Eléctrica
- Ingeniería Electrónica
- Ingeniería Industrial
- Ingeniería Mecánica
- Licenciatura en Física
- Licenciatura en Matemática
- Licenciatura en Ciencias de la Computación
- Profesorado de Matemática
- Profesorado de Física
- Agrimensura

## Investigación y Extensión
La FCEIA realiza un importante aporte de conocimientos científicos y tecnológicos a la región a través de sus tareas de investigación, extensión y vinculación tecnológica.
Para ello cuenta con recursos humanos e infraestructura de calidad generados a lo largo de su extensa y reconocida trayectoria académica[cita requerida].
Las áreas de Investigación y Extensión de la FCEIA:
- Promueven los desarrollos científicos tecnológicos
- Responden a las demandas del sector productivo y la administración pública de la región
- Facilitan el acceso a toda información necesaria y relevante para el desarrollo de estas actividades
- Favorecen la comunicación, el intercambio de ideas y el trabajo conjunto de investigadores y docentes.

## Institutos

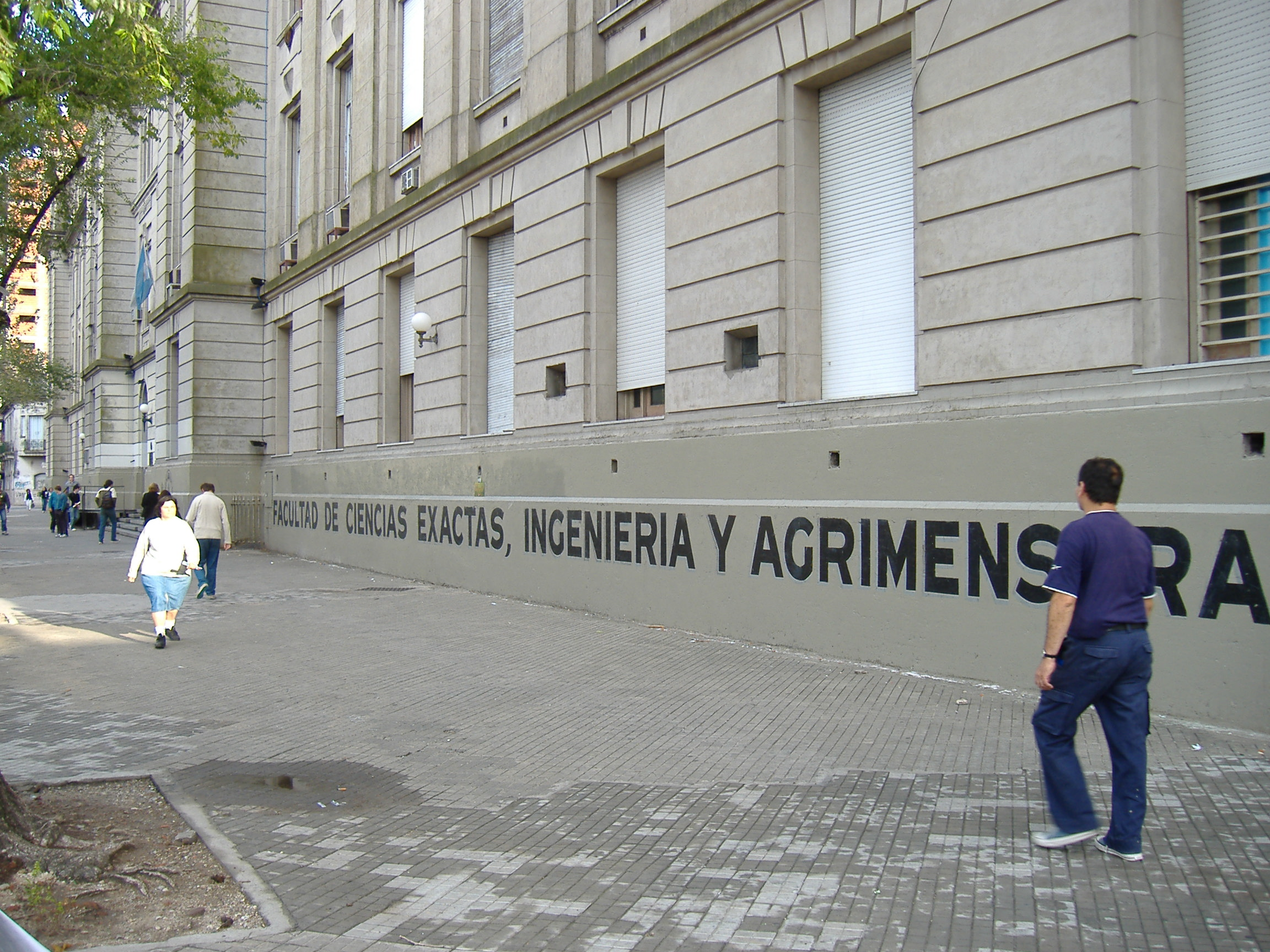

La FCEIA cuenta con los siguientes Institutos:
- Instituto de Mecánica Aplicada y Estructuras (IMAE)
- Instituto de Fisiografía y Geología
- Instituto de Estudios del Transporte (IET)
- Instituto de Física Rosario (IFIR)
- Instituto de Diseño industrial (IDI)
- Instituto de Matemática "Beppo Levi"

## Escuelas
La FCEIA está integrada por las siguientes Escuelas:
- Ingeniería Civil
- Ingeniería Electrónica
- Ingeniería Eléctrica
- Ingeniería Mecánica
- Ingeniería Industrial
- Formación Básica
- Ciencias Exactas y Naturales
- Posgrado y Educación Continua
- Agrimensura

## Laboratorios
- Acústica y Electroacústica
- Automatización y Control
- Ensayos Normalizados
- Estructuras
- Extensión de la Escuela de Ingeniería Eléctrica - LEIE
- Física Rosario
- Hidráulica
- Máquinas Eléctricas
- Materiales Eléctricos
- Metalurgia
- Metrología Mecánica y Legal
- Microelectrónica
- Química y Microbiología de Aguas
- Sistemas Dinámicos y Procesamiento de Información
- Suelos
- Tecnología de Materiales
- Termodinámica Aplicada
- Vial
- Informática
- Informática - Escuela de Ingeniería Electrónica

## Autoridades
- Decano: Dra. Ing. Graciela Utges.
- Vicedecano: Ing. Damián Portaro.
- Consejo Directivo: el Consejo Directivo de la Facultad está integrado por el Decano, diez Consejeros Docentes, ocho Consejeros Estudiantes, un Consejero Graduado y un Consejero No Docente.